# Scott-Nationalpark
Der Scott-Nationalpark (englisch: Scott National Park) ist ein 33 Quadratkilometer großer Nationalpark im äußersten Südwesten von Western Australia, Australien.

## Lage
Der Park liegt etwa 60 Kilometer südlich von Busselton und 15 Kilometer östlich von Augusta. Damit befindet er sich zwischen dem Leeuwin-Naturaliste-Nationalpark und dem D’Entrecasteaux-Nationalpark in der Nähe der Küste zum Südlichen Ozean. Er umfasst das Mündungsgebiet und die Unterläufe des Blackwood Rivers und des Scott Rivers.
Der Park kann vom Brockman Highway über eine zehn Kilometer lange, nur teilweise befestigte Straße erreicht werden. Im Park selbst gibt es keine Straßen. Nur Boote haben Zugang zu den wenigen Einrichtung im Park.

## Flora und Fauna
Offenes Jarrah- und Banksienwälder zusammen mit ausgedehnten Sümpfen und Flussvegetation bestimmen das Landschaftsbild im Park. Der Scott-Nationalpark beheimatet das Westliche Graue Riesenkänguru, den Schwarzschwan, den Emu, eine Kormoran-, eine Reiher-Art und Papageien-Arten.